# Mitsuoka Rock Star
Mitsuoka Rock Star é um carro esportivo de estilo retrô produzido pela Mitsuoka entre 2018 e 2022. Ele foi anunciado como um modelo especial para comemorar o 50º aniversário da Mitsuoka. Baseado na quarta geração do Mazda MX-5, as partes dianteira e traseira foram modificadas para se assemelhar ao Chevrolet Corvette (C2). O Rock Star é descrito como "irreverente, elegante e divertido" e, em contraste com o Himiko, que também é baseado no MX-5, apresenta um estilo masculino e selvagem.

## História
O Rock Star foi anunciado em 29 de novembro de 2018, e as reservas foram aceitas dois dias depois. Ele foi produzido a partir da remodelação da quarta geração do Mazda MX-5. Os principais mecanismos, como o motor P5 de 1.5L com 4 cilindros em linha, são os mesmos do modelo base, mas o comprimento total foi aumentado em 430 mm (17 polegadas) para buscar proporções mais equilibradas. No entanto, ao contrário do Himiko e do Le-Seyde, a distância entre eixos não foi alterada.

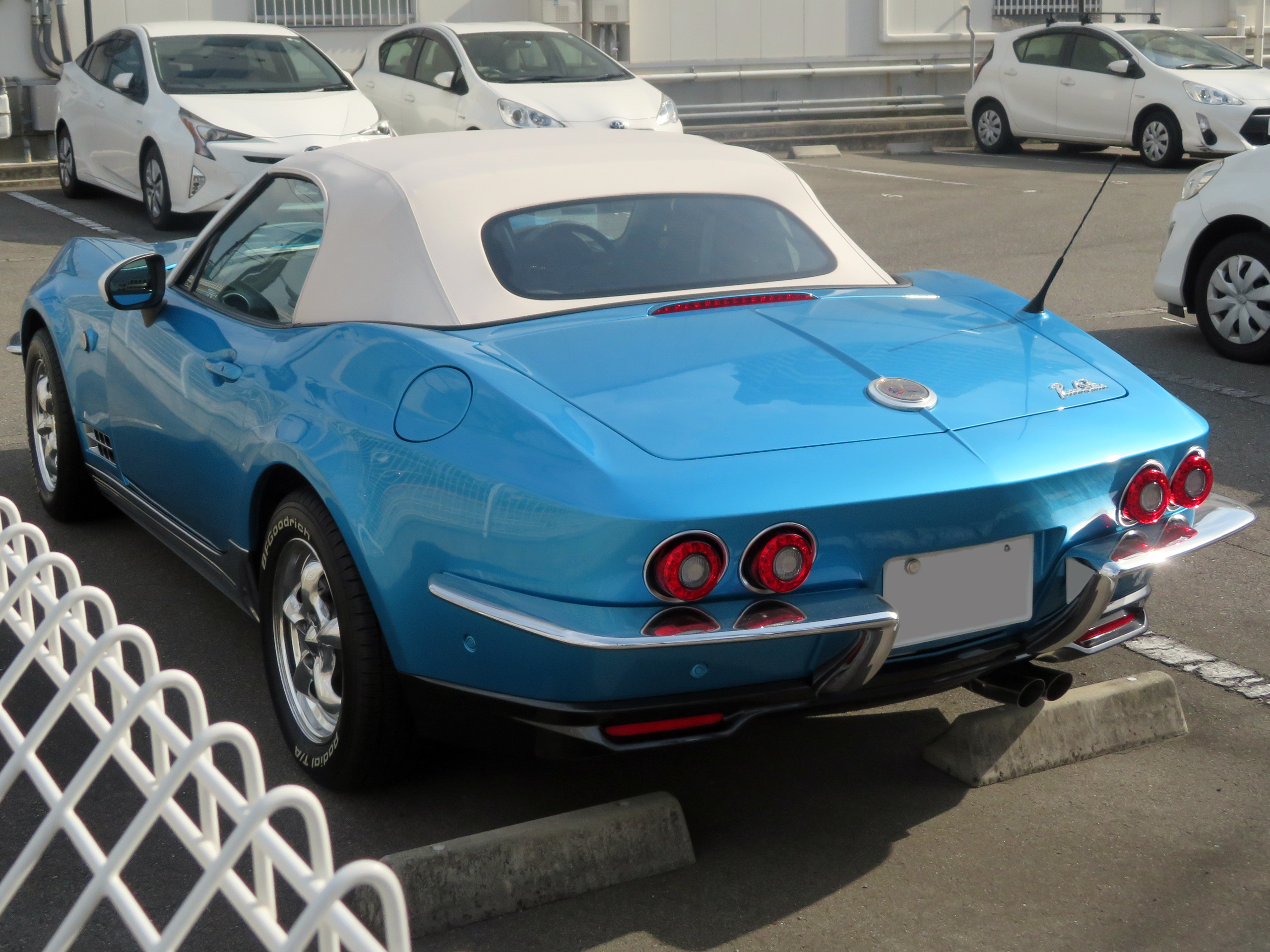
Vista traseira do Mitsuoka Rock Star

Takanori Aoki, que trabalhou no Orochi, foi o responsável pelo design exterior. Desde o início, não havia planos de usar o Corvette C2 como inspiração, mas o design foi criado durante a busca por esboços de ideias e diz-se que incorpora a sensação de escala e aparência que Aoki lembrava de seus tempos de escola secundária. O número de unidades foi limitado a 200. No momento do anúncio, 50 unidades já estavam vendidas por meio de pré-encomendas, restando 150 unidades disponíveis. O desenvolvimento das versões é o mesmo do MX-5, com dois modelos básicos exclusivos para câmbio manual: o "S" e o modelo de alto padrão "S Special Package".
Em 22 de março de 2019, foi anunciado que as 200 unidades estavam esgotadas. Em 23 de julho de 2019, uma cerimônia de conclusão da primeira unidade foi realizada na fábrica da matriz em Toyama. A Mitsuoka havia planejado produzir e enviar 50 unidades do Rock Star em 2019 e, posteriormente, 75 unidades em 2020 e 2021.
Em 27 de janeiro de 2022, em comemoração à venda e entrega completas do Rock Star, foi anunciado que seria realizada uma venda por sorteio do "Rock Star 2.0 LHD Only1 Special". Baseado no MX-5 de 2.0L, este modelo oferece direção à esquerda e um motor de 2.0L, algo que o modelo padrão não possui.

## A origem do nome do carro
O desenvolvimento inicial do veículo foi conduzido sob o nome provisório "Tipo Califórnia", um título que refletia a intenção de associá-lo ao estilo de vida descontraído e ensolarado característico da Califórnia. Entretanto, durante o processo de criação, o chefe de desenvolvimento, Takanori Aoki, vivenciou uma experiência marcante que influenciaria significativamente a identidade do projeto. No verão de 2018, Aoki participou de um concerto de rock oldies, onde ficou profundamente tocado pela atmosfera vibrante e pelo comportamento entusiasmado do público. Ele observou que pessoas de todas as idades, sem distinção de gênero, interagiam de forma espontânea e alegre, aproveitando cada momento do evento com uma liberdade contagiante.
Esse cenário de euforia e leveza despertou em Aoki um sentimento de conexão emocional e uma nova visão para o projeto. Ele percebeu que a essência daquela experiência – a celebração da liberdade e da diversão descompromissada – poderia ser incorporada ao conceito do carro que estava desenvolvendo. Assim, motivado por esse desejo de compartilhar essa sensação de liberdade com seus futuros clientes, Aoki optou por alterar o nome do modelo para "Rock Star". A escolha do novo nome buscava não apenas homenagear o espírito alegre e libertador do rock, mas também refletir a ambição da Mitsuoka de proporcionar uma experiência de condução divertida e envolvente, alinhada à estética retrô e ao conceito de individualidade e estilo.